# Hot damn!
hot damn! ist ein 1997 bei Capricorn veröffentlichtes Blues-Album von Billy Lee Riley, das 1997 für den Grammy nominiert wurde.

## Geschichte
Nachdem Bob Dylan 1992 während eines Konzerts in Little Rock den damals 59-jährigen Riley als Gast auf der Bühne geholt und dem Publikum als eines seiner Vorbilder präsentiert hat, dessen Lied Repossession Blues er Ende der 1970er Jahre im Konzertprogramm hatte, hat sich der frühere Rockabilly-Star Riley wieder auf Blues und Country Blues besonnen, die seine musikalische Kindheit geprägt haben. Im Anschluss an das Album Blue Collar Blues (1992) hat Riley 1997 mit hot damn! ein sehr entspanntes Blues- und Country Blues-Album aufgenommen, das so kunstvoll lässigen Blues mit elegantem Jazz und gemütlichen Country-Anklängen verbindet, dass das Album 1997 für den Grammy nominiert wurde.
hot damn! überzeugt durch das abwechslungsreiche Zusammenspiel von James Lotts Leadgitarre, Pete Sullys Schlagzeug, Rileys ausdrucksstarkem Gesang sowie seinem stimmungsvollen Mundharmonika-Spiel, für das er spätestens seit seinem Sessionmusiker-Beitrag zu Dean Martins Hit Houston (1965) berühmt war.
Auf dem Cover und im Booklet von hot damn! präsentiert sich Riley als Endorser mit einer Gibson Blueshawk, um Interesse für das kurz zuvor präsentierte neue E-Gitarrenmodell zu schüren. Aber es kam umgekehrt, indem das beworbene Instrument die Aufmerksamkeit auf Riley und seine Musik lenkte. Aufgrund der Fotografien wurde Rileys Album hot damn! von der Blueshawk-Gemeinde wahrgenommen und er selbst als interessanter Blues-Musiker entdeckt. Auf diesem Umweg wurde seine bis dahin auf die Rockabilly-Szene beschränkte Bekanntheit Ende 2006 durch ein knapp einstündiges „Spielräume-Spezial“-Radio-Porträt durchbrochen, das Rileys wechselhaftes Leben und vielseitiges Werk im deutschsprachigen Raum erstmals einer breiteren Öffentlichkeit vorgestellt hat.
Mit der Begleitband von hot damn! nahm Riley 1999 noch das Country Blues-Album Shade Tree Blues auf. Nach Rileys Tod wurde 2009 eine Auswahl der beiden Alben (14 von 30 Liedern) unter dem Titel The Many Sides of Billy Lee Riley… (Best of Billy’s Blues) veröffentlicht.

## Titelliste
1. Fine Little Mamma (Billy Lee Riley)
2. Winter Time Blues (Billy Lee Riley)
3. I'm Him (Jerry West)
4. It Never Rains Till It Rains On You (J. Kennedy)
5. Nothin' But The Devil (Jerry West)
6. I'm Gonna Quit You Pretty Baby (Silas Hogan / Jerry West)
7. Rock Me Baby (B. B. King)
8. Take Me Back Baby (Billy Lee Riley)
9. Rainy Night In Georgia (Tony Joe White)
10. Too Close Blues (Jerry West)
11. Rainin' In My Heart (James Moore / Jerry West)
12. Cause You Got A Little Money (J. Kennedy)
13. Blues For My Baby (Billy Lee Riley)
14. How Come We All Ain't Got The Same (Billy Lee Riley)
15. You Gonna Miss Me (Billy Lee Riley)
16. Time Ain't On My Side (Billy Lee Riley)